# Ribeira Grande (Lajes das Flores)
A Ribeira Grande é um curso de água português localizado no concelho de Santa Cruz das Flores, ilha das Flores, arquipélago dos Açores.
A Ribeira Grande (Lajes das Flores) tem origem a uma cota de altitude de cerca de 900 metros numa zona de elevada pluviosidade, nos contrafortes no Pico do Touro. 
A sua bacia hidrográfica, muito vasta, possivelmente uma das maiores da ilha das flores procede à drenagem do ´já referido Pico do Touro, mas também Morro dos Frades, de parte da Lomba da Vaca, e da Cova da Pedra. 
O seu curso de água passa junto a Lagoa da Lomba, da Lagoa Comprida e da Lagoa Funda. Desagua Oceano Atlântico junto à Fajãnzinha, próxima à Ponta Ponta dos Bredos.